# امباتوهارانانا
امباتوهارانانا (به لاتین: Ambatoharanana) یک سکونتگاه مسکونی در ماداگاسکار است که در آنالانجیروفو واقع شده‌است.

## خصوصیات
امباتوهارانانا ۶٬۰۰۰ نفر جمعیت دارد و ۱۴۰ متر بالاتر از سطح دریا واقع شده‌است.